# Katherine Verdery
Katherine Verdery (n. 1948) este o cunoscută și apreciată specialistă în problemele Europei de Est, autoare a unui imens număr de studii, articole, comunicări științifice și contribuții la proiecte colective având drept temă diverse aspecte antropologice și etnologice ale spațiului est-european.
A făcut studii de antropologie la Reed College, Portland, Oregon și Stanford University, California.
Predă antropologie la prestigioasa Johns Hopkins University, Baltimore, unde este profesor titular din 1987, și la University of Michigan.

## Publicații
- Transylvanian Villagers: Three Centuries of Political, Economic and Ethnic Change (1983)
- National Ideology Under Socialism: Identity and Cultural Politics in Ceausescu's Romania (traducere românească, Humanitas, 1994)
- The Political Lives of Dead Bodies: Reburial and Postsocialist Change (Viața politică a trupurilor moarte), Columbia University Press, New York, 1999[3] (traducere românească, editura Vremea, 2006)
- What Was Socialism and What Comes Next? (1996), traducere românească la Editura Institutului European (2003)
- Compromis și rezistență
- Peasants Under Siege – The Colectivization of Romanian Agriculture, 1949-1962